# Monument Notre-Dame-de-l'Assomption
Pour les articles homonymes, voir Notre-Dame-de-l'Assomption.
Le monument Notre-Dame-de-l'Assomption est un sanctuaire situé à Rogersville, au Nouveau-Brunswick (Canada).

## Histoire
Il est construit en 1912 par Marcel-François Richard pour abriter une statue de la Sainte Vierge qu'il avait reçue deux ans plus tôt lors du Congrès eucharistique de Montréal. Notre-Dame de l'Assomption est en effet la sainte patronne de l'Acadie. Le curé Richard est lui-même l'un des chefs de file de la renaissance acadienne et l'instigateur de plusieurs des symboles nationaux, dont celui de la sainte patronne. Par la construction du monument, le curé Richard souhaite donner un lieu de culte et de rassemblement aux Acadiens. L'endroit est toujours fréquenté de nos jours, notamment lors de la neuvaine de l'Assomption.
Le monument est perdu dans un incendie en 1969. Le monument actuel est construit en 1972, à l'instigation du père Alban Albert.
Le monument est reconnu comme lieu du patrimoine provincial le 6 novembre 1985.

## Description
Le monument comporte une chapelle, où reposent les ossements de Mgr Marcel-François Richard. Le terrain compte également une arche et des statues.